# Discografia formației Enigma
Aceasta este discografia proiectului muzical Enigma.
Proiectul Enigma a vândut peste 50 de milioane de înregistrări în întreaga lume.

## Albume

### Albume de studio
| MCMXC a.D.                                                    | - Lansare: 10 December 1990 - Label: Virgin (EMI) - Formats: CD, Casete, Vinil | 3  | 2  | 3  | 1  | 7  | 4 | 3  | 2  | 1  | 6  | - GER: 2× Platină - AUT: Aur - FRA: 2× Aur - SWE: Aur - SWI: 2× Platină - UK: 3× Platină - US: 4× Platină |
| The Cross of Changes                                          | - Lansare: 6 December 1993 - Label: Virgin (EMI) - Formats: CD, Casete, Vinil  | 5  | 2  | 5  | 9  | 7  | 5 | 3  | 4  | 1  | 9  | - GER: Platină - AUT: Aur - FRA: Aur - SWE: Aur - SWI: Platină - UK: 2× Platină - US: 2× Platină          |
| Le Roi Est Mort, Vive Le Roi!                                 | - Lansare: 20 November 1996 - Label: Virgin (EMI) - Formats: CD, Cassette      | 3  | 10 | 4  | 8  | 6  | 1 | 8  | 4  | 12 | 25 | - GER: Aur - AUT: Aur - FRA: Aur - SWI: Aur - UK: Aur - US: Platină                                       |
| The Screen Behind the Mirror                                  | - Lansare: 14 January 2000 - Label: Virgin (EMI) - Formats: CD, Cassette       | 2  | 44 | 6  | 16 | 4  | 2 | 7  | 4  | 7  | 33 | - GER: Aur - SWE: Aur - SWI: Aur - UK: Argint - US: Aur                                                   |
| Voyageur                                                      | - Lansare: 30 September 2003 - Label: Virgin (EMI) - Formats: CD, Cassette     | 6  | —  | 19 | 32 | 13 | — | 31 | 29 | 46 | 94 | |
| A Posteriori                                                  | - Lansare: 22 September 2006 - Label: Virgin (EMI) - Formats: CD               | 16 | —  | 17 | 98 | 8  | — | —  | 24 | —  | 95 | |
| Seven Lives Many Faces                                        | - Lansare: 19 September 2008 - Label: Virgin (EMI) - Formats: CD               | 15 | —  | 30 | 93 | 22 | — | —  | 18 | —  | 92 | |
| "—" denotes releases that did not chart or were not released. |                                                                                |    |    |    |    |    |   |    |    |    |    | |

### Albume compilații
| Titlu                                                         | Detalii album                                                 | Poziții în topuri | Poziții în topuri | Poziții în topuri | Poziții în topuri | Poziții în topuri | Poziții în topuri | Poziții în topuri | Poziții în topuri | Poziții în topuri | Poziții în topuri | Certificări          | Sales         |
| Titlu                                                         | Detalii album                                                 | GER               | AUS               | AUT               | FRA               | NDL               | NOR               | SWE               | SWI               | UK                | US                | Certificări          | Sales         |
| ------------------------------------------------------------- | ------------------------------------------------------------- | ----------------- | ----------------- | ----------------- | ----------------- | ----------------- | ----------------- | ----------------- | ----------------- | ----------------- | ----------------- | -------------------- | ------------- |
| Love Sensuality Devotion: The Greatest Hits                   | - Lansare: 8 October 2001 - Label: Virgin (EMI) - Formats: CD | 4                 | 49                | 10                | 11                | 10                | 6                 | 11                | 13                | 29                | 29                | - GER: Aur - UK: Aur | - US: 700,000 |
| "—" denotes releases that did not chart or were not released. |                                                               |                   |                   |                   |                   |                   |                   |                   |                   |                   |                   |                      |               |

### Albume remix
- 2001 – Love Sensuality Devotion: The Remix Collection

### Box sets
- 1998 – Trilogy
- 2005 – 15 Years After
- 2009 – The Platinum Collection
- 2013 - Enigma: Classic Album Selection (A box set featuring the first five albums)

### Extended plays
- 2006 – Eppur si muove

## Single-uri
| Titlu                                   | An   | Poziții în topuri | Poziții în topuri | Poziții în topuri | Poziții în topuri | Poziții în topuri | Poziții în topuri | Poziții în topuri | Poziții în topuri | Poziții în topuri | Poziții în topuri | Certificări                                       | Album                                       |
| Titlu                                   | An   | GER               | AUS               | AUT               | FRA               | NLD               | NOR               | SWE               | SWI               | UK                | US                | Certificări                                       | Album                                       |
| --------------------------------------- | ---- | ----------------- | ----------------- | ----------------- | ----------------- | ----------------- | ----------------- | ----------------- | ----------------- | ----------------- | ----------------- | ------------------------------------------------- | ------------------------------------------- |
| "Sadeness (Part I)"                     | 1990 | 1                 | 2                 | 1                 | 1                 | 1                 | 1                 | 1                 | 1                 | 1                 | 5                 | - GER: Platină - AUT: Aur - FRA: Aur - UK: Argint | MCMXC a.D.                                  |
| "Mea Culpa (Part II)"                   | 1991 | 7                 | —                 | 21                | 4                 | 11                | —                 | 20                | 10                | 55                | —                 | - FRA: Argint                                     | MCMXC a.D.                                  |
| "Principles of Lust"                    | 1991 | 90                | —                 | —                 | 29                | —                 | —                 | —                 | —                 | 59                | —                 |                                                   | MCMXC a.D.                                  |
| "The Rivers of Belief"                  | 1991 | —                 | —                 | —                 | —                 | —                 | —                 | 37                | —                 | 68                | —                 |                                                   | MCMXC a.D.                                  |
| "Carly's Song" (only USA and AUS)       | 1993 | —                 | —                 | —                 | —                 | —                 | —                 | —                 | —                 | —                 | —                 |                                                   | Music from the Motion Picture Sliver        |
| "Return to Innocence"                   | 1994 | 5                 | 16                | 4                 | 11                | 8                 | 1                 | 1                 | 5                 | 3                 | 4                 | - GER: Aur - UK: Argint - US: Aur                 | The Cross of Changes                        |
| "The Eyes of Truth"                     | 1994 | —                 | —                 | —                 | —                 | 31                | —                 | 34                | —                 | 21                | —                 |                                                   | The Cross of Changes                        |
| "Age of Loneliness"                     | 1994 | —                 | —                 | —                 | —                 | 40                | —                 | —                 | —                 | 21                | —                 |                                                   | The Cross of Changes                        |
| "Out from the Deep"                     | 1994 | —                 | —                 | —                 | —                 | —                 | —                 | —                 | —                 | —                 | —                 |                                                   | The Cross of Changes                        |
| "Beyond the Invisible"                  | 1996 | 40                | —                 | 20                | 32                | 27                | 13                | 29                | 36                | 26                | 81                |                                                   | Le Roi est mort, vive le Roi!               |
| "T.N.T. for the Brain"                  | 1997 | —                 | —                 | —                 | —                 | —                 | —                 | —                 | —                 | 60                | —                 |                                                   | Le Roi est mort, vive le Roi!               |
| "Gravity of Love"                       | 1999 | 65                | —                 | —                 | —                 | 84                | —                 | —                 | 89                | —                 | —                 |                                                   | The Screen Behind the Mirror                |
| "Push the Limits"                       | 2000 | 96                | —                 | —                 | —                 | —                 | —                 | —                 | —                 | 76                | —                 |                                                   | The Screen Behind the Mirror                |
| "Turn Around"                           | 2001 | 65                | —                 | —                 | —                 | —                 | —                 | —                 | 45                | —                 | —                 |                                                   | Love Sensuality Devotion: The Greatest Hits |
| "Voyageur"                              | 2003 | —                 | —                 | —                 | —                 | —                 | —                 | —                 | —                 | —                 | —                 |                                                   | Voyageur                                    |
| "Following the Sun"                     | 2003 | 97                | —                 | —                 | —                 | —                 | —                 | —                 | —                 | —                 | —                 |                                                   | Voyageur                                    |
| "Boum-Boum"                             | 2004 | 98                | —                 | —                 | —                 | —                 | —                 | —                 | —                 | 108               | —                 |                                                   | Voyageur                                    |
| "Hello and Welcome"                     | 2006 | 87                | —                 | —                 | —                 | —                 | —                 | —                 | —                 | —                 | —                 |                                                   | 15 Years After                              |
| "Goodbye Milky Way"                     | 2006 | —                 | —                 | —                 | —                 | —                 | —                 | —                 | —                 | —                 | —                 |                                                   | A posteriori                                |
| "Seven Lives / La Puerta Del Cielo"     | 2008 | 56                | —                 | —                 | —                 | —                 | —                 | —                 | —                 | —                 | —                 |                                                   | Seven Lives Many Faces                      |
| "The Same Parents"                      | 2008 | —                 | —                 | —                 | —                 | —                 | —                 | —                 | —                 | —                 | —                 |                                                   | Seven Lives Many Faces                      |
| "—" denotes releases that did not chart |      |                   |                   |                   |                   |                   |                   |                   |                   |                   |                   |                                                   |                                             |

## DVD-uri
- Remember the Future (2001)
- MCMXC a.D.: The Complete Video Album (2003)
- MCMXC a.D.: The Complete Video Album / Remember the Future box set (2004)
- A posteriori (2006)
- Seven Lives Many Faces (2008)

## Alte lansări
- In the Beginning... (1997) – (Promotional Compilation CD)
- The Dusted Variations (2005)  – bonus disc of Enigma covers in 15 Years After
- A posteriori (Private Lounge Remixes) (2007)  – several remixes based on tracks from A posteriori, exclusive to iTunes